# Ґрудув
Ґрудув (пол. Grudów) — село в Польщі, у гміні Брвінув Прушковського повіту Мазовецького воєводства.
У 1975—1998 роках село належало до Варшавського воєводства.